# 環境設計
環境設計（英語：environmental design）是在設計計劃、程序、政策、建築物或產品時解決周圍環境因素的過程。其目的是創造可以改善特定地區自然、社會、文化和物理環境的空間。古典、審慎的設計可能早已考慮到了環境因素；然而，1940年代起的環保運動使這一概念更为明確。
環境設計也可以指用來創造人類設計環境的應用藝術和科學。這些領域包括建筑、地理、城市规划、景觀設計和室内设计。環境設計還可以涵蓋跨學科領域，例如歷史保護和照明設計。從更大的範圍來看，環境設計對產品的工業設計具有影響，例如新型汽車、風力發電機、太阳能設備以及其他類型的設備。目前，該術語已擴展到適用於生態和可持續性問題。

## 環境設計與規劃
环境设计和规划（Environmental design and planning）是一些博士项目使用的学科名称，该学科对建成环境采取多学科的方法。通常，环境设计和规划程序涉及建筑史或设计（内部或外部空间）、城市或区域规划、景观建筑史或设计、环境规划、建筑科学、文化地理学，或者历史纪念物保护。其经常采用社会科学方法。社会学或心理学的各个方面都可能是研究计划的一部分。

### 研究领域
- 建築
- 生态学
- 环境影响设计（英语：Environmental impact design）
- 环境规划
- 環境心理學
- 環境社會學
- 紀念物保存
- 景觀設計
- 建筑社会学（英语：Sociology of architecture）
- 可持續性
- 城市规划